# 路红卫
路红卫（1969年3月—），男，汉族，河南巩义人，中国政治人物。现任南阳市市长。

## 简历
2018年1月，任中共焦作市委常委、组织部部长；2022年6月，任焦作市常务副市长；
2024年3月，任中共焦作市委副书记；
2024年7月，任南阳市市长。